# Ирландский национальный университет в Мейнуте
Ирландский национальный университет (Мейнут), сокращённо NUIM (англ. National University of Ireland, Maynooth; ирл. Ollscoil na hÉireann, Má Nuad; лат. Universitas Hiberniae Nationalis apud Manutium) был формально основан в 1997 году на основе католической семинарии святого Патрика и является частью системы Ирландского национального университета. Фактически является одним из старейших университетов Ирландии, так как колледж святого Патрика в Мейнуте был учреждён в 1795 году. При формировании университета семинария не была расформирована: в ней продолжают обучаться будущие священники.
Университет расположен в городе Мейнут в 20 километрах от Дублина. Он состоит из двух территорий: старой (Южной), которую он делит с семинарией святого Патрика и новой (Северной). В университете изучается широкий спектр предметов: общественные и точные науки, искусство, философия, культурология, история и языки (в том числе кельтские).